# Carrington (North Dakota)
Carrington er en amerikansk by og administrativt centrum for det amerikanske county Foster County i staten North Dakota. I 2000 havde byen et indbyggertal på 2.268.
47°27′00″N 99°07′26″V / 47.45°N 99.1239°V